# Serhij Zjadan
Serhij Viktorovytj Zjadan (ukrainska: Сергі́й Вікторович Жадан), född 23 augusti 1974, är en ukrainsk poet, författare, översättare och musiker.  Han är en av Ukrainas mest kända poeter och har med romaner som Depeche Mode (2004), Anarchy in the UKR (2005), Vorosjilovgrad (2010), Mesopotamien (2014) och Internatet (2017) nått internationell ryktbarhet.
Zjadan är frontman för musikgrupperna Zjadan & Hundarna (tidigare Hundarna i rymden) och Mannerheimslinjen.
I början av juni 2024 skrev Zjadan på sin Facebook-sida att han hade anslutit sig till Ukrainas nationalgarde.

## Biografi

### Bakgrund och författarskap
Zjadan föddes i Starobilsk i Luhansk oblast. 
Han besökte ofta sin moster Oleksandra Kovaleva i Charkiv. Hon var poet och översättare från tyska, och introducerade honom för författare, politiker, musiker, journalister som förespråkade ukrainskt oberoende, vilket var förbjudet på den tiden.
Zjadan tog examen vid Charkivs universitet 1996 och läste därefter filologi i ytterligare tre år. 
År 2000 försvarade han sin avhandling om ukrainsk futurism och den futuristiske författaren Mychajl Semenkos filosofiska och estetiska åsikter.
Från 2000 och fram till 2004 arbetade Zjadan som lärare i ukrainsk litteratur och världslitteratur. Han bor och arbetar i Charkiv.
Zjadan har översatt poesi från tyska, engelska, belarusiska och ryska. Bland annat poeterna Paul Celan och Charles Bukowski. Hans egna verk har översatts till tyska, engelska, polska, serbiska, kroatiska, litauiska, belarusiska, ryska, ungerska, armeniska, svenska och tjeckiska.
Boken Depeche Mode från 2004, en odyssé i punkvärlden, blev Zjadans internationella genombrott. Den handlar om ett gäng ukrainska tonåringar i början av 2000-talet. Deras liv beskrivs som en utdragen och ofrivillig initiation till vuxenvärlden. Boken har översatts till ett tiotal språk, och 2014 kom den ut på svenska.
Zjadans berättelse Den demokratiska ungdomens hymn (på ukrainska: Гімн демократичної молоді, 2006) har även blivit teaterpjäs och satts upp vid Ivano-Frankivsk nationella akademiska dramateater i Kiev.

### Musikaliska experiment

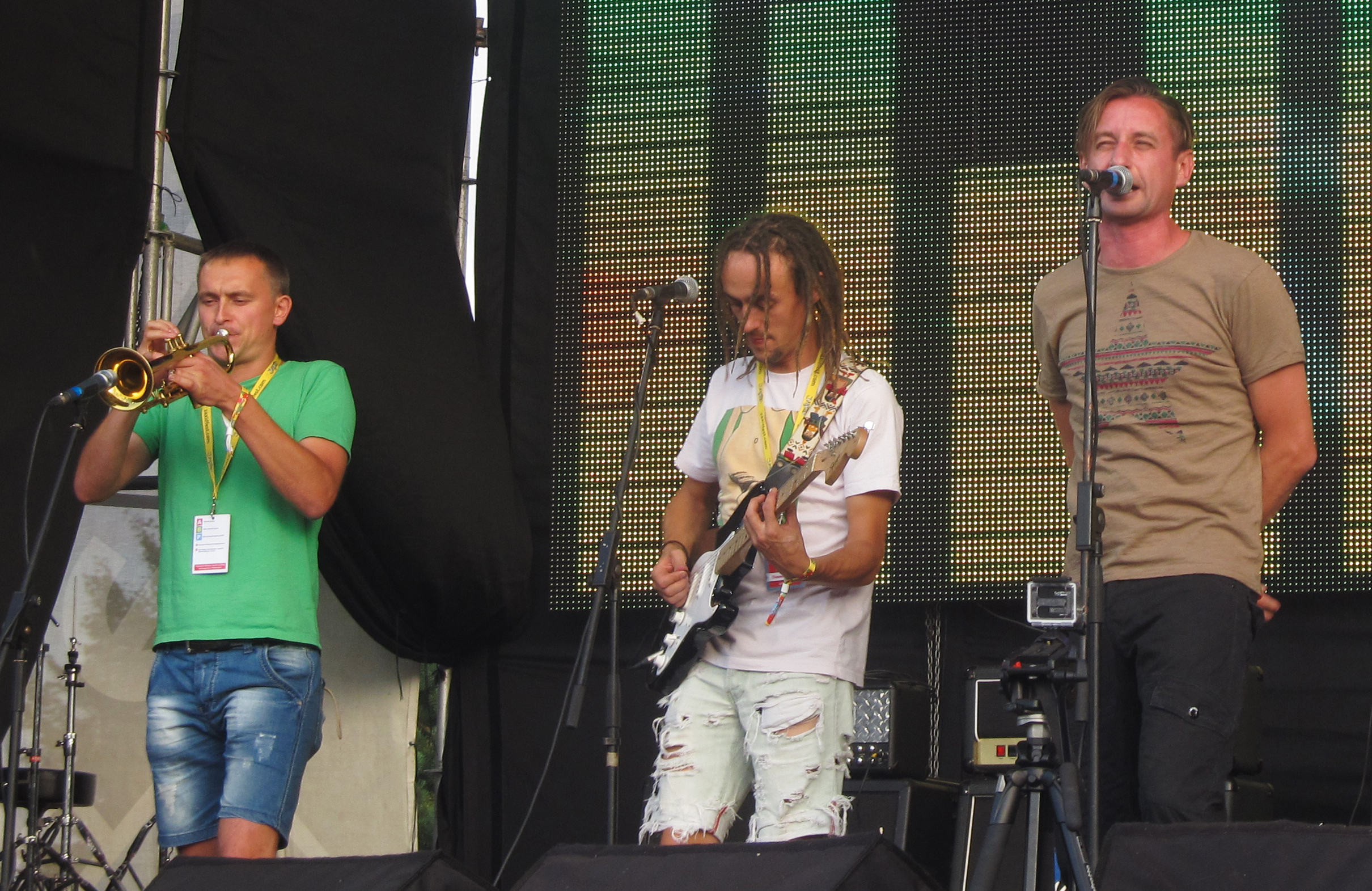
Serhij Zjadan (i brun tröja) vid konsert med gruppen Sobaky v Kosmosi.

Zjadan har samarbetat med den Charkivbaserade gruppen Luk (på ukrainska: Люк, som betyder manhål), som var verksam 1999-2011. De flesta av Luks ukrainskspråkiga texter var ursprungligen dikter av Zjadan, och gruppens första album Tourist Zone (2006) baserades på Zjadans pjäs Merry Christmas, Jesus Christ.
År 2007 kom samlingsalbumet De mongoliska polismännens kör (på ukrainska: Хор монгольських міліціонерів) med tonsatta Zjadandikter framförda av olika musiker från Charkiv, däribland gruppen Hundarna i rymden (på ukrainska: Собаки в космосі), som Zjadan sedan dess samarbetar med. 
Tillsammans har de producerat albumen Arméns idrottsklubb (på ukrainska: Спортивний клуб армії, 2008) och Proletariatets vapen (på ukrainska: Зброя пролетаріату, 2012)

#### Zjadan & Hundarna
År 2014 bytte musikgruppen namn till Zjadan & Hundarna (på ukrainska: Жадан і Собаки), de spelar Ska-punk och har hittills producerat följande album tillsammans:
- Slåss för henne (på ukrainska: Бийся за неї, 2014)
- Hundar (på ukrainska: Пси, 2016)
- Madonna (på ukrainska: Мадонна, 2019)
- Radiopromin (på ukrainska: Радіопромінь, 2023)

Sedan Rysslands invasion av Ukraina 24 februari 2024 turnerar bandet både i Ukrainas städer och i Europa, ger välgörenhetskonserter, håller auktioner och samlar in pengar till Ukrainas försvarsmakt.

#### Mannerheimslinjen
Musikgruppen Mannerheimslinjen (på ukrainska: Лінія Маннергейма) bildades år 2017 av Serhij Zjadan tillsammans med Jevhen Turtjynov (på ukrainska: Євген Турчинов), som även är med i musikgruppen Zjadan & Hundarna, och Oleh Kadanov (på ukrainska: Олег Каданов). Tillfälliga gruppmedlemmar är Dmytro Zintjenko (på ukrainska: Дмитро Зінченко) och Dmytro Tjyrtjyk (på ukrainska: Дмитро Чирик).
De spelar en blandning av rock, hiphopmusik och elektronisk musik.
Hittills har gruppen producerat tre minialbum som alla har släppts digitalt:
- Var går din linje? (på ukrainska: Де твоя лінія?), 2018
- Strider utan regler (på ukrainska: Бої без правил), 2018
- Vinter/Snö (på ukrainska: Зима/Сніг), 2021

Och ett album, även det digitalt:
- Konfiskering (på ukrainska: Конфіскат), 2020

#### Olika samarbeten
År 2021 spelade Zjadan in albumet Foxtrot (på ukrainska: Фокстроти) tillsammans med Jurij Gurzjy (på ukrainska: Юрій Гуржи), en ukrainskfödd, Berlinbaserad musiker, discjockey och producent.
Den 19 juni 2023 spelade Zjadan & Hundarna in 5e Avenyn tillsammans med zigenarpunkbandet Gogol Bordello.

## Politiska aktiviteter

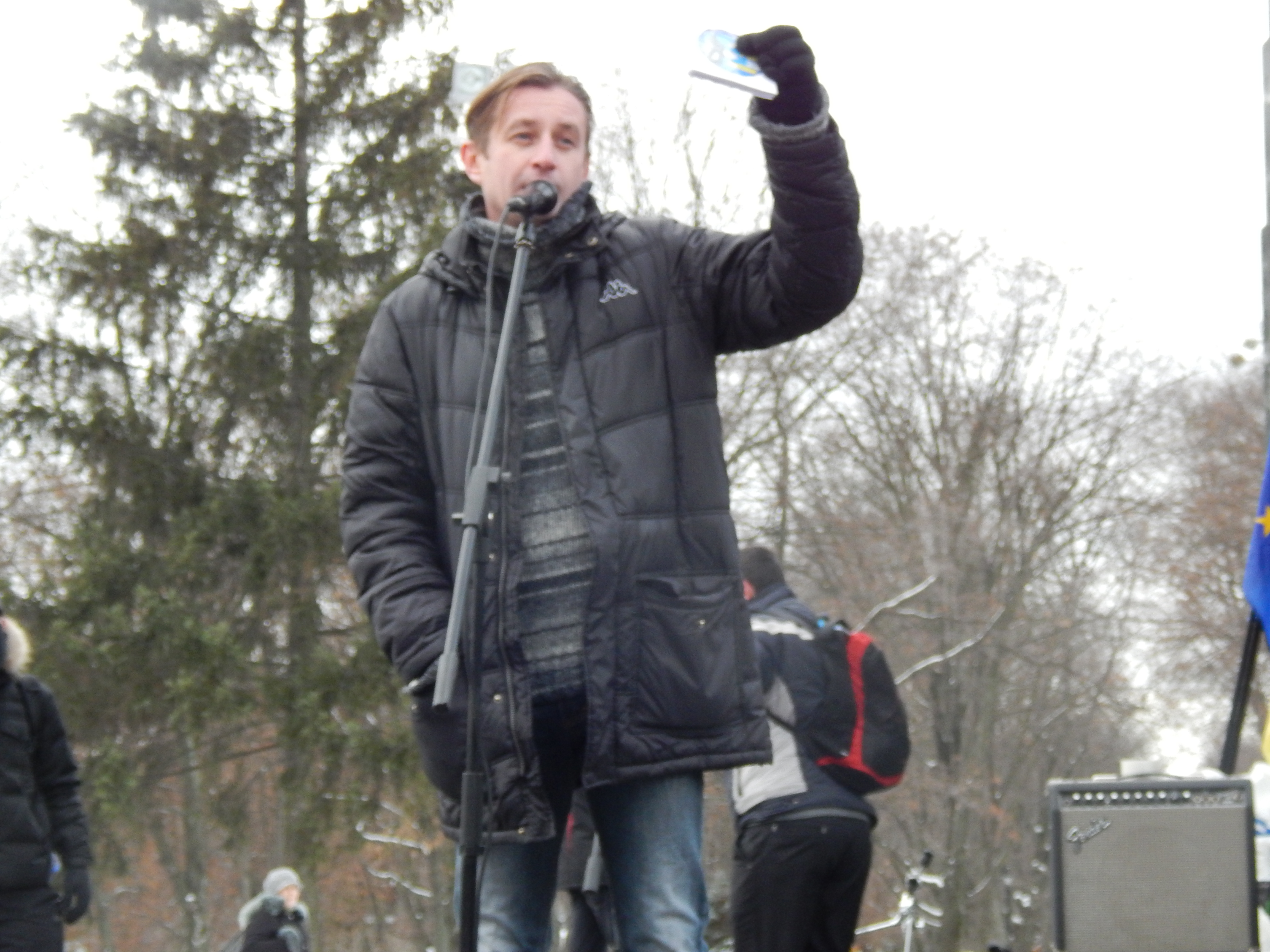
Serhij Zjadan vid manifestationen "Rock for change" i Kiev (december 2013).

Serhij Zjadan beskriver sin ukrainska samtid och deltog år 2013 i Euromajdan-demonstrationerna i Charkiv. I mars 2014 blev han slagen blodig av proryska demonstranter vid stadshuset i Charkiv.
Han undertecknade en skrivelse till de lokala myndigheterna och förslog ett namnbyte på en av de stora gatorna i Charkiv, från Leninavenyn (проспект Ленiна, Prospekt Lenina) till Lennonavenyn (проспект Леннона, Prospekt Lennona). Syftet var att få bort ett av de största minnesmärkena över Lenin i Europa. Under 2014 års protester raserades minst 100 ukrainska Leninmonument, men än så länge ytterst få i den östligaste delen av landet där Charkiv ligger.

## Betydelse och mottagande
Serhij Zjadan nämns ofta som Ukrainas mest kände poet och författare. I juni 2014 publicerades en lista (sammansatt av en expertpanel) över de viktigaste samtida ukrainska författarna, där Zjadan hamnade på första plats.
Zjadans prosa beskrivs som poesi och hans fria vers som prosa. Han rör sig mellan genrerna – memoarer, reseskildringar, olika slags meditationer – eller blandar allt på en gång. Dagens Nyheter har beskrivit hans böcker som "proletärpunk" och hans Depeche Mode som en ungdomlig och humoristisk punkodyssé med inslag av slapstick.

### Poesi
- 1995 – General Juda (på ukrainska: Генерал Юда, 'General Juda')
- 1995 – Tsytatnyk: Virsji dlja kochanok i kochanziv (på ukrainska: Цитатник: Вірші для коханок і коханців, 'Citatbok: Dikter för älskarinnor och älskare')
- 1998 – Pepsi (på ukrainska: Пепсі, 'Pepsi')
- 2000 – The very best poems, psychedelic stories of fighting and other bullshit: Selected Poems, 1992-2000 (på ukrainska: Кращі поезії, психоделічні історії боротьби та інші інтимні колізії, 1992-2000, 'Den bästa poesin, psykedeliska berättelser om kamp och andra intima kollisioner')
- 2000 – Balady pro vijny i vidbudovu (på ukrainska: Балади про війну і відбудову, 'Ballader om kriget och återuppbyggnaden')
- 2003 – Istorija kultury potjatku stolittja (på ukrainska: Історія культури початку століття, 'Historien om kulturen i seklets början')
- 2007 – Maradona (på ukrainska: Марадона, 'Maradona')
- 2009 – Ethiopia (på ukrainska: Ефіопія, 'Etiopien')
- 2009 – Lili Marlene (på ukrainska: Лілі Марлен, 'Lili Marleen')
- 2012 – Bohnepalni j nozjovi (på ukrainska: Вогнепальні й ножові, 'Skott och knivhugg')
- 2015 – Zjittja Mariji: Knyha virsjiv i perekladiv, do zbirky uvijsjly takozj pereklady z Rajnera Mariji Rilke ta Tjeslava Milosja (på ukrainska: Життя Марії: Книга віршів і перекладів, до збірки увійшли також переклади з Райнера Марії Рільке та Чеслава Мілоша, 'Marias liv: En bok med poesi och översättningar, samlingen innehåller även översättningar av Rainer Maria Rilke och Czeslaw Milosz')
- 2016 – Tamplijery: Novi virsji, 2015-2016 (på ukrainska: Тамплієри: Нові вірші, 2015—2016, 'Tempelriddare: Nya verser, 2015-2016')
- 2018 – Antena (på ukrainska: Антена, 'Antennen')
- 2020 – Spysok korabliv: Novi virsji, 2018—2019 (på ukrainska: Список кораблів: Нові вірші, 2018—2019, 'Lista över fartyg: Nya verser, 2018—2019')
- 2021 – Psalom aviatsiji (på ukrainska: Псалом авіації, 'Flygningens psalm')
- 2023 – Skrypnykivka (på ukrainska: Скрипниківка, 'Ukrainsk ortografi')[20]

### Prosa
- 2003 – Big Mak (på ukrainska: Біґ Мак, 'Big Mac', novellsamling)
- 2004 – Depesj Mod (på ukrainska: Депеш Мод, 'Depeche Mode')
- 2005 – Anarchy in the UKR (på ukrainska: Anarchy in the UKR 'Anarchy in the UKR')
- 2006 – Himn demokratitjnoji molodi (Гімн демократичної молоді, 'Den demokratiska ungdomens hymn')
- 2010 – Vorosjylovhrad (på ukrainska: Ворошиловград, 'Vorosjilovgrad')
- 2014 – Mesopotamija - roman u novelach i trydtsiat virsjiv (på ukrainska: Месопотамія — роман у новелах і тридцять віршів 'Mesopotamien - roman med noveller och trettio dikter')
- 2017 – Internat (på ukrainska: Інтернат, 'Internatet')

## Översättningar till svenska
Källa: Bibliografi över Ukrainsk skönlitteratur översatt till svenska

### Poesi
- Varför jag inte finns på sociala medier. 6 dikter av Serhij Zjadan: Nålen, Söktjänsten, Sekten, Tjetjenskan, Ett psyko, Plundraren. Översättning: Susanna Witt. I tidskriften 10tal:17/18 2014, sidorna 72-77.
- Antennen (på ukrainska: Антена, 2018). Översättning: Nils Håkanson (del. 1 (sidorna 6-39), del 3 (sidorna 79-123), Del 5 (sidorna 159-195),del 7 (sidorna 235-266) och Dmitri Plax (Del 2 (sidorna 43-75, Del 4 (sidorna 127-155), Del 6 (sidorna 199-231), Del 8 (sidorna 271-299). Stockholm: Fri tanke, 2022. 298 s. ISBN 9789189526556.
- Solen, terrassen, den rika grönskan … Ur diktcykeln: I tre år har vi pratat om kriget, 2017, av Serhij Zjadan. Översättning: Nils Håkanson. I tidskriften Lyrikvännen. 2022:3, sidorna 6-7.
- I 6 Poeter från Ukraina ingår 11 dikter av Serhij Zjadan: Får jag börja nu?, Och låt röken över byggnaderna, Gör det tillräckligt ont, Snöns korta historia, Tiden är som huden, Det blir viktigt att hitta ord, Alla störs av månen, Vad har du gjort för ont, Och en söndagsmorgon, Morgontåget rullar in, Platsen med mest sol. Översättning: Susanna Witt. I tidskriften 20tal:6, 2022, sidorna 32-41.
- Innan världen exploderar, en dikt av Serhij Zjadan. Översättning: Susanna Witt. I tidskriften 20tal:10/11, 2024, sidorna 14-15.

### Prosa
- Depeche Mode (på ukrainska: Депеш Мод, 2004). Översättning: Nils Håkanson. Stockholm: 2244, 2014. 196 s. ISBN 9789186729431
- Anarchy in the UKR (på ukrainska: Anarchy in the UKR, 2005). Översättning: Nils Håkanson. Stockholm: 2244, 2011. 181 s. ISBN 978-91-86729-08-0
- Vorosjilovgrad (på ukrainska: Ворошиловград, 2010). Översättning: David Szybek. Stockholm: Ersatz, 2023. 401 s. ISBN 9789188913807
- Mesopotamien (på ukrainska: Месопотамія, 2014). Översättning av första delen Historier och biografier: Sofia Uggla. Översättning av andra delen Förtydliganden och generaliseringar. 30 dikter: Ola Wallin. Stockholm: Ersatz, 2024. 354 s. ISBN 9789189906129
- Internatet (på ukrainska: Інтернат, 2017). Översättning: Sofia Uggla. Stockholm: Ersatz, 2023. 334 s. ISBN 9789188913692

### Krönikor, kortare texter och samtal
- Serhij Zjadan om Ukraina: Vi är ett enat folk . Serhij Zjadan samtalar med Dmitri Plax. I tidskriften 10tal:16, 2014.
- Sju texter om kriget av Serhij Zjadan: Höst, Viktigast att de överlever, Roza, Fattiga människors röster, Sjukhuset, Sjtjastia/Lyckan, Vinter. Översättning: Susanna Witt. I tidskriften 10tal:17/18 2014, sidorna 17-23.
- Kriget pågår redan. Charkiv, januari 2022. En krönika av Serhij Zjadan. Översättning: Nils Håkanson. I Under Ukrainas öppna himmel. Röster ur ett krig. Ariel förlag, 2022, sidorna 27-30. Även publicerad i Sydsvenskan 26 januari 2022[22], och i Helsingborgs Dagblad 26 januari 2022.[23]
- Bäst för ryssarna att de vänder hem igen. Charkiv, den 22 februari 2022. En krönika av Serhij Zjadan. Översättning: Nils Håkanson. I Under Ukrainas öppna himmel. Röster ur ett krig. Ariel förlag, 2022, sidorna 30-34. Även publicerad med titel: Nu har Vladimir Putin kapat sina livlinor. Expressen 23 februari 2022.[24]
- Charkiv ur ruinerna. Serhij Zjadan samtalar med Andrij Ljubka. Översättning: Sofia Uggla. I tidskriften 20tal:10/11, 2024, sidorna 8-13.

## Serhij Zjadan i Sverige

### Stockholms internationella Poesifestival
Serhij Zjadan har medverkat på Stockholms Internationella Poesifestival vid ett flertal tillfällen. Första gången år 2004 och senaste 2014.